# Christentum in Saudi-Arabien
Die öffentliche Ausübung des Christentums ist in Saudi-Arabien verboten.

## Rechtliche Situation
Die Einfuhr, der Druck und der Besitz nicht islamisch-sunnitischen religiösen Materials wie z. B. Bibeln, aber auch Weihnachtsschmuck sind verboten. Es ist bei Strafe verboten, einen christlichen Gottesdienst zu feiern, die Sakramente zu empfangen, sowie christliche Symbole und Devotionalien (z. B. ein Kreuz, eine Bibel, einen Rosenkranz oder Ähnliches) mit sich zu führen. Kirchen, Synagogen oder andere nichtislamische Gebetshäuser gibt es nicht und ihre Errichtung ist verboten. Nach der Interpretation der Staatsreligion darf sich auf dem Land, auf dem sich die beiden heiligen Stätten befinden, kein nichtislamisches Gotteshaus befinden. Auf Apostasie (Übertritt vom Islam zu einer anderen Religion) steht die Todesstrafe, die in den letzten Jahren aber nicht mehr verhängt wurde.
Bei der Bestrafung von Christen wegen Verstößen gegen diese Gesetze kann das Strafmaß je nach Nationalität unterschiedlich ausfallen. Staatsangehörige westlicher Verbündeter (z. B. Vereinigte Staaten, Frankreich, Deutschland oder Österreich) werden meist „diskret“ des Landes verwiesen, während Missionare aus anderen und, aus der Sicht Saudi-Arabiens, „unbedeutenderen“ Ländern (etwa die Philippinen, Kenia) inhaftiert und manchmal auch hingerichtet werden. Im Weltverfolgungsindex für Christen wurde Saudi-Arabien mehrere Jahre unter den zehn Ländern aufgelistet, in denen Christen aufgrund ihres Glaubens am stärksten verfolgt werden. Inzwischen (2022) nimmt es Platz 13 ein, was aber nicht bedeutet, dass sich dort die Lage verbessert hat, vielmehr hat sich die Lage der Christen in anderen Ländern (etwa Syrien oder Eritrea) verschlechtert.
Im März 2012 forderte der Großmufti des Landes in einem Gutachten die Zerstörung aller Kirchen auf der arabischen Halbinsel.
Trotz der Modernisierungsbestrebungen unter Kronprinz Mohammed bin Salman ist nach wie vor die Ausübung der christlichen Religion nur Ausländern und auch diesen nur im privaten Raum gestattet. Gespräche über den christlichen Glauben mit Muslimen werden als Missionsversuche angesehen und sind daher verboten. Christen werden dagegen stark unter Druck gesetzt, zum Islam zu konvertieren. Hass gegen andere Religionen außer dem sunnitischen Islam wahhabitischer Ausrichtung ist noch immer Inhalt von Schulbüchern.

## Verbreitung
Nach Schätzungen beträgt der christliche Bevölkerungsanteil in Saudi-Arabien 3,4 % Prozent. Damit leben etwa 1,2 Millionen Christen in Saudi-Arabien, darunter etwa 800.000 Katholiken. Eine besonders große Gruppe machen die im saudischen Königreich arbeitenden Filipinos aus. Viele Christen in Riad und am Golf sind Asiaten oder Kopten. Am Roten Meer leben äthiopische oder eritreische Christen. Daneben gibt es in Saudi-Arabien protestantische Christen verschiedener Denominationen. Wie viele einheimische Christen es gibt, ist schwer zu ermitteln, da diese ihren Glauben oft geheim halten.
Die Katholische Kirche in Saudi-Arabien ist Teil der weltweiten römisch-katholischen Kirche. Saudi-Arabien ist Teil des Gebiets des römisch-katholischen Apostolischen Vikariats Nördliches Arabien. Papst Benedikt XVI. hat 2007 mit dem König über die Lage der Christen in Saudi-Arabien gesprochen.